# آدم (فیلم ۱۳۸۵)
آدم فیلمی به کارگردانی عبدالرضا کاهانی، تهیه‌کنندگی علی واجدسمیعی و نویسندگی عبدالرضا کاهانی و حسین مهکام و تولید سال ۱۳۸۵ است.

## خلاصه فیلم
اهالی روستای «عیش‌آباد» به سرپرستی شخصی به نام «آدم» ادعا دارند بیست سال است کسی در خاک آن‌ها نمرده‌است و از این پس هم نخواهد مرد. زنی مرموز به قصد دیدن آدم و کشف حقیقت وارد روستا می‌شود. کار همهٔ مردم روستا نوازندگی و مطربی است. به دلیل خشکی زمین و نبود آب، کشاورزی رونق ندارد.

## سانسور
نام اصلی روستا در فیلمنامه، ظلم‌آباد بوده که به درخواست وزارت ارشاد فیلمساز مجبور به تغییر آن شده‌است. به گفته عبدالرضا کاهانی کارگردان این اثر، روستایی به همین نام در منطقه‌ای که او کودکی خود را آنجا سپری کرده وجود داشت. علت نامگذاری هم به دلیل نبودن آب و شرایط آب و هوایی نامساعد برای کشاورزی در آن منطقه بوده‌است.

## جشنواره‌ها
فیلم آدم در بیست و پنجمین دوره جشنواره فیلم فجر (۱۳۸۵) و در یازدهمین دوره جشن خانه سینما (۱۳۸۶) حضور داشته‌است. همچنین این فیلم در جشنواره فیلم بوگوتای کلمبیا، FICEP پاریس و فستیوال فیلم بمبئی حضور داشته باشد.